# Robert Pötzsch

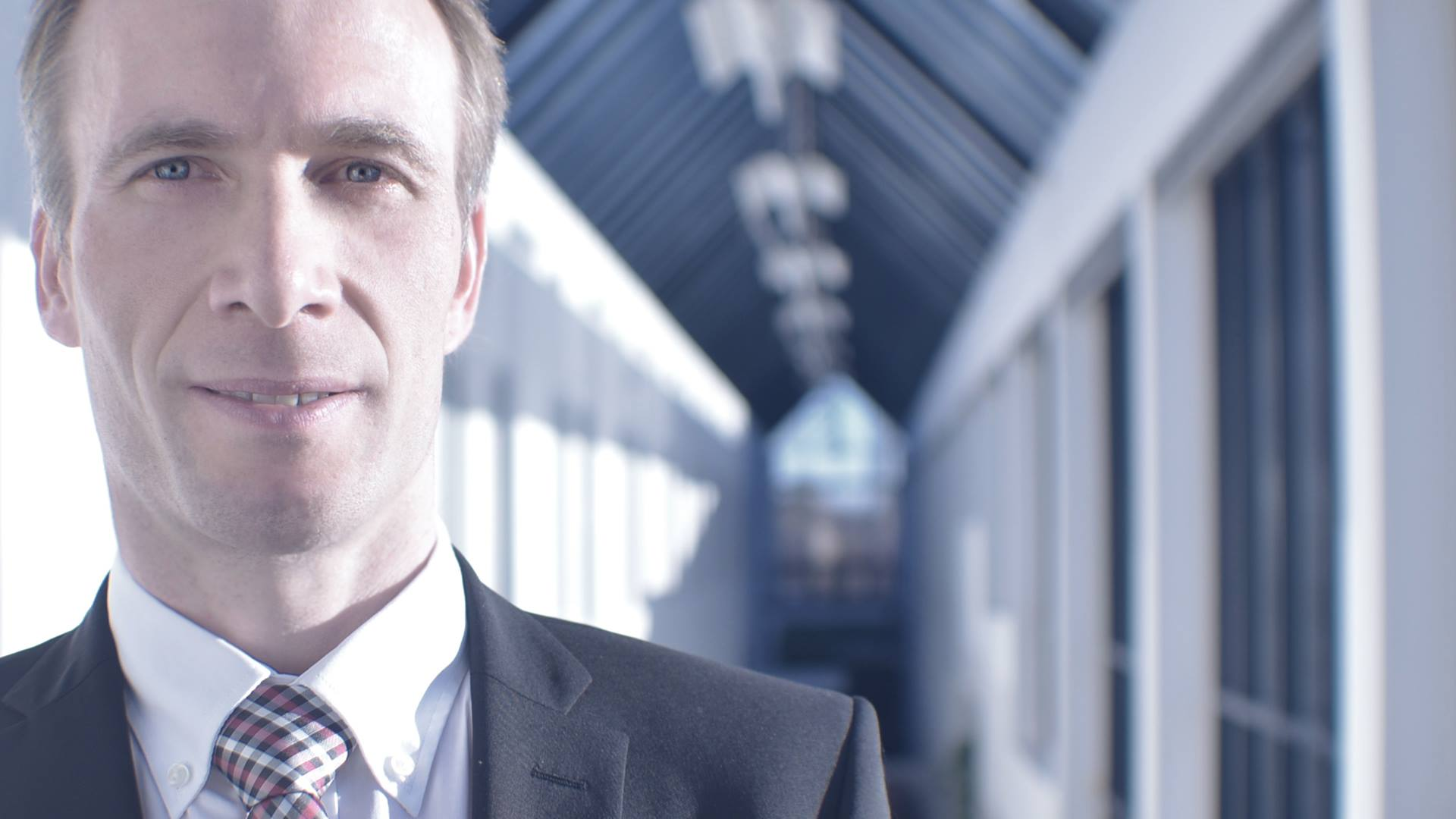
Robert Pötzsch

Robert Pötzsch (* 13. Februar 1972 in West-Berlin) ist ein deutscher Kommunalpolitiker (UWG Waldkraiburg). Seit 2014 ist er Erster Bürgermeister der oberbayerischen Stadt Waldkraiburg.

## Leben
Im Alter von sechs Jahren kam er 1978 nach Waldkraiburg und ging dort zur Schule. Nach dem Abschluss an der Realschule absolvierte er eine Ausbildung zum Bäcker. In den folgenden Jahren folgten weitere Qualifizierungen zum Bäckermeister, Betriebswirt des Handwerks und Ernährungsberater. Bis in das Jahr 2013 war er nebenberuflicher Fachlehrer für die Bäckerausbildung an der staatlichen Berufsschule Mühldorf.
Robert Pötzsch ist verheiratet und hat zwei Kinder.
Sein Cousin Ulrich Pötzsch ist Oberbürgermeister der oberfränkischen Stadt Selb.

## Politik
Seine politische Laufbahn begann 2013 mit dem Eintritt in die UWG Waldkraiburg. Noch im selben Jahr wurde er zum Vorsitzenden dieser Wählergruppe gewählt. Am 25. Oktober 2013 nominierte ihn die UWG Waldkraiburg als Kandidat für die  Bürgermeisterwahl im März 2014.
Bei der Kommunalwahl am 16. März 2014 setzte er sich im ersten Wahlgang mit 50,62 % gegen seine Konkurrenten Harald Jungbauer (CSU, 37,75 %) und Richard Fischer (SPD, 11,63 %) durch und wurde zum Ersten Bürgermeister der Stadt Waldkraiburg gewählt. Bei der zeitgleich durchgeführten Kreistagswahl zog er zudem in den Kreistag des Landkreises Mühldorf am Inn ein.